# 1880 au théâtre
| Années du théâtre : 1877 - 1878 - 1879 - 1880 - 1881 - 1882 - 1883    |
| Décennies du théâtre : 1850 - 1860 - 1870 - 1880 - 1890 - 1900 - 1910 |

## Pièces de théâtre publiées
- Le Château des cœurs de Gustave Flaubert

## Décès
- Madame Doligny, actrice française